# 苏夫利翁
苏夫利翁（希臘語：Σουφλί）是希腊东马其顿和色雷斯大区埃夫罗斯专区的市镇，行政中心为苏夫利翁镇。市镇面积为1,325.7平方公里，2021年人口数量为11,709人。
现今范围的市镇设立于2011年地方政府改革中，由原3个市镇合并而成，原市镇则成为此市镇的3个市区。苏夫利翁市区（即原苏夫利翁市镇）的面积为462.044平方公里，2021年人口数量为5,008人。